# Molophilus priapoides
Molophilus priapoides là một loài ruồi trong họ Limoniidae. Chúng phân bố ở miền Cổ bắc.